# 薩瓦科查湖
14°34′46.1″S 73°54′4.7″W / 14.579472°S 73.901306°W
薩瓦科查湖（Lake Sahuaccocha），是秘魯的湖泊，位於該國中南部阿亞庫喬大區，由盧卡納斯省的奇保區負責管轄，處於蒂皮科查湖西北面，海拔高度4,386米。